# Wörlsdorf
Wörlsdorf ist ein Gemeindeteil von Sonnefeld im oberfränkischen Landkreis Coburg.

## Lage
Wörlsdorf liegt 16 Kilometer östlich von Coburg an der Steinach. Der Ort wird von der Staatsstraße 2708 gequert. Von dieser zweigt die Kreisstraße CO 10 nach Hassenberg ab.

## Geschichte
Wörlsdorf wurde erstmals 1149 in einer Urkunde als „Wernhersdorf“ erwähnt. In der bestätigte der Würzburger Bischof Siegfried von Truhendingen, dass dem neugegründeten Kloster Mönchröden durch Hermann Sterker, Burggraf von Meißen und seinen Bruder, den Grafen Sterker, auch die Siedlung übergeben wurde. In dem Ortsnamen ist als Bestimmungswort der Personenname Wernher enthalten.
1783 hatte der Ort 68 Einwohner und 14 Wohnhäuser, 1857 waren es 89 Einwohner und 16 Häuser.
1864 wurde die Freiwillige Feuerwehr Wörlsdorf gegründet.
In einer Volksbefragung am 30. November 1919 stimmten 7 Wörlsdorfer Bürger für den Beitritt des Freistaates Coburg zum thüringischen Staat und 21 dagegen. Somit gehörte ab dem 1. Juli 1920 auch Wörlsdorf zum Freistaat Bayern. 1920 bekam Wörlsdorf mit der Steinachtalbahn einen Anschluss an das Eisenbahnnetz. 1989 wurde die Strecke stillgelegt. In der Zeit von 1945 bis 1989 war für den Ort die Lage an der innerdeutschen Grenze prägend. 1950 wurde Wörlsdorf aus dem Fechheimer Kirchsprengel ausgegliedert und in die neue selbständige Kirchengemeinde der evangelisch-lutherischen Kirche in Hassenberg eingepfarrt.
Am 8. April 1973 entschieden sich in einer Volksbefragung 124 Stimmberechtigte von 209 Abstimmenden für einen Verbleib von Wörlsdorf im Landkreis Coburg und 83 für eine Ausgliederung in den benachbarten Landkreis Kronach nach Mitwitz, bei 2 ungültigen Stimmen. In der Gemeinderatssitzung Anfang Dezember 1974 wurde der Anschluss an Sonnefeld zum 1. Januar 1975 beschlossen. Die Grundschüler besuchen die Volksschule in Mitwitz.

## Einwohnerentwicklung
| Jahr | Einwohnerzahl |
| ---- | ------------- |
| 1910 | 119           |
| 1933 | 141           |
| 1939 | 147           |
| 1970 | 293           |
| 2016 | 186           |

## Baudenkmäler
→ Liste der Baudenkmäler in Wörlsdorf